# Goldmark Károly
Goldmark Károly, németül  Karl vagy Carl Goldmark (Keszthely, 1830. május 18. – Bécs, 1915. január 2.) zsidó származású, német anyanyelvű magyar-osztrák zeneszerző, hegedűművész és zenepedagógus. Szegény kántor család gyermeke volt, zenei tanulmányait édesapja egyik énekes kollégájánál kezdte, aki hegedűjátékra oktatta, majd Sopronban és Bécsben folytatta. Taníttatását mindvégig féltestvére, Goldmark József finanszírozta, aki vegyészmérnöknek tanult az osztrák fővárosban. Anyagi gondok miatt tanulmányait így is félbe kellett szakítania, sokáig autodidakta módon képezte magát tovább, majd lehetősége nyílt beiratkozni a bécsi konzervatóriumba. Az 1848–49-es forradalom és szabadságharc idején Sopronban és Győrben működött színházi zenészként. Ebben a minőségében került Budára 1850-ben, ahol egy évet töltött, és megismerte a korszak divatos operaszerzőinek darabjait.
1851-ben tért vissza Bécsbe, ahol a Bettelheim család vette pártfogásába. Az ő közreműködésükkel kerülhetett sor Goldmark első szerzői hangversenyére 1857-ben. A zeneszerző a sikeren felbuzdulva Pestre utazott, ahol szintén nagy sikert aratott szerzői hangversenyével, de anyagilag nem érte meg neki a magyar fővárosban maradni, ezért visszatért Bécsbe, ahol gyakorlatilag egész hátra lévő életét töltötte. 1865-ben mutatták be Sakuntala című nyitányát, amely meghozta neki a várva várt nemzetközi sikert. Goldmark ezután kezdett gondolkodni egy opera komponálásán. A munkának két év múlva fogott hozzá és 1872-ben készült el vele. A bemutatóra sok viszontagság után végül 1875-ben került sor Bécsben, óriási sikerrel. A Sába királynője a század egyik legnagyobb közönségsikere lett Európa-szerte, amely meghozta szerzője számára a hírnevet. Goldmarknak ezután már nem voltak anyagi gondjai, és még öt operát komponált, de ezekkel már csak mérsékelt sikereket aratott, az utolsó, Téli regét kivéve. Élete utolsó évtizedeit addig nem ismert lánya aranyozta be, a zeneszerző örömmel tett eleget apai kötelezettségeinek. Az első világháború kitörését eleinte lelkesen fogadta, de unokája elestét hallva ágynak esett, majd meghalt.

## Élete

### Gyermekkora
Goldmark Károly édesapja, Goldmark Szimche Ruben második feleségétől született legidősebb fia volt. Ruben eredetileg Lublinban élt, kereskedelemmel foglalkozott, egy kis boltot vezetett. Első házasságából született József nevű fia, aki később vegyész lett és sokat segítette féltestvérét, Károlyt. Miután boltja csődbe ment és felesége hosszas betegeskedés után meghalt, Ruben a rokonság hívására költözött Pápa városába. Itt ismerte meg második feleségét, a pápai zsinagóga kántorának lányát. Az esküvő után nem sokkal Keszthelyre költöztek. Ebben a városban látta meg a napvilágot Goldmark Károly 1830. május 18-án.

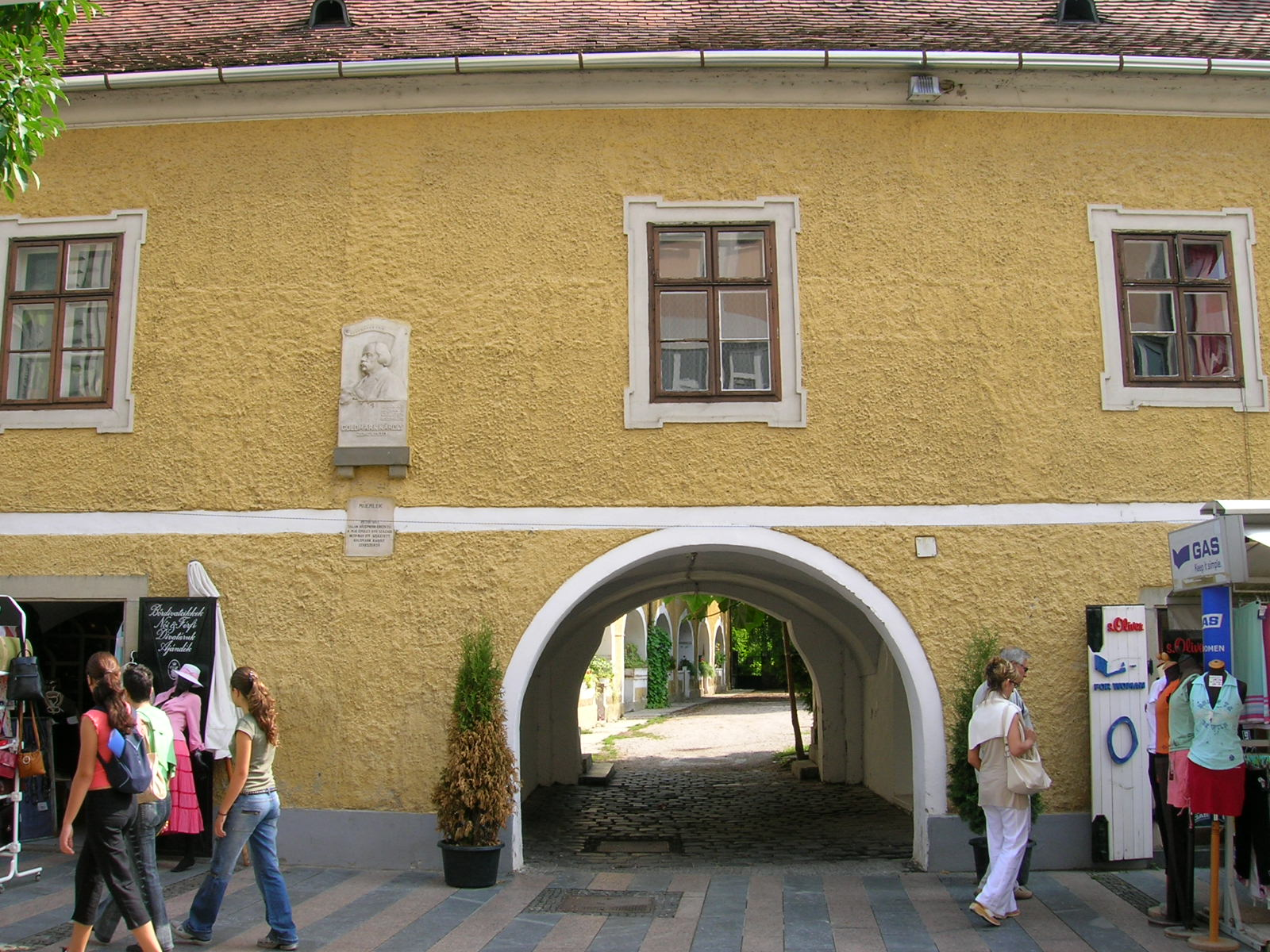
Goldmark szülőháza Keszthely történelmi városrészében

A család hamar továbbállt a Balaton-parti városból, egy évet Tabon töltöttek, majd Sopronkeresztúron telepedtek le végleg. A későbbi neves zeneszerző itt töltötte gyermekéveit. Apja a település zsidó közösségének kántora lett, majd megválasztották az izraelita felekezet jegyzőjévé is. Családja gyorsan gyarapodott, de Rubennek hiába volt állandó munkahelye és jövedelme, az gyakran arra sem volt elég, hogy etetni tudják a sok gyereket. Károlyék összesen huszonegyen voltak testvérek, a községben nem volt elemi iskola, csak az elitnek fenntartott Talmud-iskola, így a későbbi zeneszerző sokáig analfabéta volt. Tizenegy éves korában libapásztorkodással segítette anyagilag családját. Józsefet ekkor már a bécsi egyetemre járatták. A legidősebb fiú, ahogy csak tudta, segítette családját, egyetemi tanulmányait is maga finanszírozta.
Az öreg Goldmarknak szép bariton hangja volt, erre második felesége, Mirjam asszony ébresztette rá. Károly egészen kisgyermekkorától kezdve érdeklődést mutatott a zene iránt. Egy alkalommal a faluban megfordult szlovák kereskedőktől szerzett magának egy tilinkót, és azon próbálgatta tehetségét naphosszat. Egy lakodalmon vizespoharakat ütögetve játszott el több, akkoriban közkedvelt lakodalmas nótát, s ezzel a produkciójával nagy sikert aratott.
A keresztúri zsinagóga basszusénekesének volt egy olcsó hegedűje, amit József bérbe vett tőle testvére számára, és megegyezett a férfival, hogy rendszeresen órákat fog adni Károlynak. József az anyagiakat magára vállalta. Károly gyorsan elsajátított mindent Gránitzer úrtól, és egy idő után úgy érezte, hogy ha továbbra is az ő tanítványa marad, akkor nem fog továbbhaladni. Közben testvérének, Hannának tanítóként működő jegyese, Friedmann Móric megtanította írni-olvasni. Az öreg Goldmark végül úgy döntött, hogy beíratja a fiát a soproni zeneiskolába. Károly hetente kétszer gyalog tette meg az utat a városba, csak ritkán fordult elő, hogy egy helybéli, aki éppen Sopronba készült, elvitte vagy hazahozta volna. Az anyagiakról ez esetben is József gondoskodott. A soproni tanulóévek alatt lehetősége nyílt megismerkedni Niccolò Paganini, Louis Spohr és Leopold Jansa műveivel.
1843. október 22-én lépett elsőként a nyilvánosság elé hegedűjátékával, egy vizsgaelőadás keretei között. Két társával adta elő Kreutzer harmadik etűdjét, de míg zenésztársai már a negyedik évet töltötték az zeneiskola falai között, addig Károly még alig egy éve lett az intézmény tanulója. Ezután egy másik tanulótársával Maurer két hegedűre írt variációit játszotta el.
Goldmark Sopronban látott először színházi előadást (két fiatal rokona vitte el az akkoriban megnyílt színházba), és lehetősége volt meghallgatni a korszak egyik legismertebb bécsi művésze, Pirkhert Leopold zongorahangversenyét. 1844-ben aztán sor került második koncertfellépésére is. Ezúttal egy szólószámmal, Jansa egyik hegedűvariációjával ért el nagy közönségsikert. Közben Bécsújhelyen megszerezte az elemi iskolai bizonyítványt, majd Bécsbe költözött egyetemista féltestvéréhez.

### A bécsi tanulóévek
József ajánlólevelet írt öccse számára, majd elküldte Leopold Jansa (1795–1875) hegedűművészhez, aki akkoriban az udvari zenekar hangversenymestere volt és saját vonósnégyesével adta elő műveit. A hegedűs meghallgatta Goldmark hegedűjátékát, és egyből tudta, hogy van tehetség a fiúban, annak ellenére, hogy ekkor játéka még elég egyenetlen volt. József természetesen ekkor is magára vállalta testvére taníttatásának költségeit, de az azzal járt együtt, hogy Károlynak hamarosan önerőből kellett előteremtenie a kosztjára valót. Jansa tisztában volt tanítványa szorult anyagi helyzetével, ezért nem követelődzött nagyon, ha esetleg elmaradt a honoráriuma.
József megpróbált jövedelemre szert tenni: a szigorlatokra készülő fiatalabb diáktársai számára megfelelő díjazás fejében bemutató előadásokat tartott az egyetem kémialaboratóriumában. Ilyenkor mindig öccse volt a segédje. Az előadások alatt egy spanyolfal mögött üldögélt, csak akkor jött elő, amikor testvére szólította, s állítólag e várakozások alatt vetette papírra első duettjeit és tánctételeit. Szerzeményeit mesterének is megmutatta, Jansa pedig támogatta zeneszerzői tevékenységét.

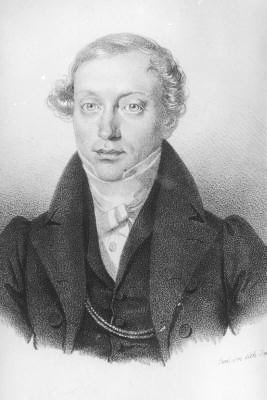
Böhm József, Goldmark hegedűtanára a konzervatóriumban

Közben József bátyja letette szigorlatait és abbahagyta az óraadást. Ezután rövid ideig az öreg Goldmark gondoskodott Károly költségeiről, de nem sokáig tudta ezt megtenni. Közben József az egyik kórház bentlakó alorvosa lett, ennek következtében feladta lakását. Öccse ezután egy kis kamrácskát bérelt magának, gyakran éhezett. Az anyja minden héten küldött neki egy kenyeret és egy kis levest, olykor-olykor meghívta ebédre egy-egy jótékonykodó család is, néha egyik volt tanulótársa hozott neki valami élelmet, de előfordult, hogy több napig nem evett semmit.
Nélkülözései ellenére mindvégig lázasan gyakorolt, hogy tökéletesítse tudását, és megpróbált tanítványokat is szerezni. Sokáig tartott, mire annyi tanulóra szert tudott tenni, hogy nem kellett éheznie. Általában egy adag ebédért vagy uzsonnáért cserébe vállalta az óraadást, egy-két tanítványa után némi pénzt is kapott. Mindeközben alkalma nyílt megismerkedni a bécsi klasszikusokkal, valamint tovább írogatni saját darabjait is, kizárólag hegedűre.
Másfél év telt el így, mikor József válaszút elé állította: vagy elvégzi félbehagyott iskolai tanulmányait, vagy nem számíthat többé a támogatására. Először is meg kell szereznie a középiskolai bizonyítványt, majd valamilyen szakmát kell tanulnia. Goldmark azzal a feltétellel ment bele a dologba, hogy mellette beiratkozhat a konzervatóriumba is. József nem látta ennek sok értelmét, mert úgy gondolta, hogy testvérének nem lesz ereje párhuzamosan végezni a két iskolát, de végül belement a dologba.
1847-ben hazautazott szüleihez, hogy nyugodtan felkészülhessen a vizsgáira, majd Bécsújhelyen megszerezte a középiskolai bizonyítványt. Ezt követően beiratkozott egy műszaki iskolába és ezzel párhuzamosan a bécsi konzervatóriumba. Itt Gottfried von Preyer (1807–1901) lett az összhangzattantanára és Böhm József (1795–1876) oktatta hegedűjátékra. Goldmark a konzervatórium hallgatójaként könnyebben talált magának tanítványokat, és lehetősége nyílt arra is, hogy rendszeresen látogassa Bécs hangversenytermeit. Ekkor volt alkalma megismerkednie Beethoven 9. szimfóniájával, Mendelssohn és Schubert műveivel.
Mindeközben a politikai viszonyok és a közélet egyre zavarosabb lett, mígnem Bécsben kitört a forradalom. Goldmark József aktívan részt vett az eseményekben, elsősorban az egyetemi ifjúságot tüzelte szónoklataival. Március 13-án Károly csak nehezen tudott eljutni a konzervatóriumi órájára, mert az utcákat elbarikádozták, s a nagyobb tereken is gyülekeztek a forradalmárok. Mikor az intézményhez ért, azt zárva találta. Testvére keresésére indult, de több napig tartott, amíg végül a Szent István téri tömeg élén sikerült ráakadnia bátyjára. Károly maga is beállt a felkelők közé.

### Sopron és Győr
Józsefet megválasztották képviselőnek is, de a forradalmárok sikere tiszavirág-életű volt. Ezt ő maga is jól látta, ezért öccsét május végén hazaküldte szüleikhez. Károly Sopronban beállt az önkéntesek közé, akik célul tűzték ki, hogy feltartóztatják Jellasics seregeit. A szedett-vedett hadsereget kísérő hajdúk és lovas polgári gárdisták a csoportot a város közelében lévő erdő széle felé terelték. Itt egy majorsági épületre bukkantak, ahol puskadurrogtatásba kezdtek, amelyre a majorság emberei ágyúszóval feleltek. Ennek az lett a következménye, hogy mindenki fejét vesztve menekülni kezdett, miközben Goldmark elszakadt a társaitól. Csak ezután bukkant elő Jellasics csapata, de akkor már nem volt, aki szembeszálljon velük.
A zeneszerző ezután egyenesen szülei faluja felé vette az irányt, ahol az öreg Goldmark lelkes híve volt a szabadságharcnak. Károly látta, hogy a háború tovább nehezítette szülei életét, ezért hamar munka után nézett. Sopronban Kottaun Frigyes igazgató éppen ekkor akarta kiegészíteni a színház zenekarát, szerződtette hát Goldmarkot hegedűsnek, havi nyolc forint fizetésért. Miután sikerült állást szereznie, gyorsan valami lakás után kellett néznie a városban. Egy fuvarosnál bérelt ki egy kis kamrát, ami a konyhára nyílt, és eredetileg valószínűleg élelmet tároltak benne, nem lakószobának készült, de Goldmark többet nem engedhetett meg magának.
Ekkoriban kezdett el ismét komponálgatni, de többször is tapasztalnia kellett, hogy amit papírra vetett, az csak leírva mutatott jól, megszólaltatva már volt mit javítani rajta. A legnagyobb probléma az volt, hogy Goldmark nem tudott zongorázni, így nem tudott a hangszer segítségével komponálni. Ezért elhatározta, hogy megtanul zongorázni. Ennek csak egy akadálya volt: a pénzhiány.

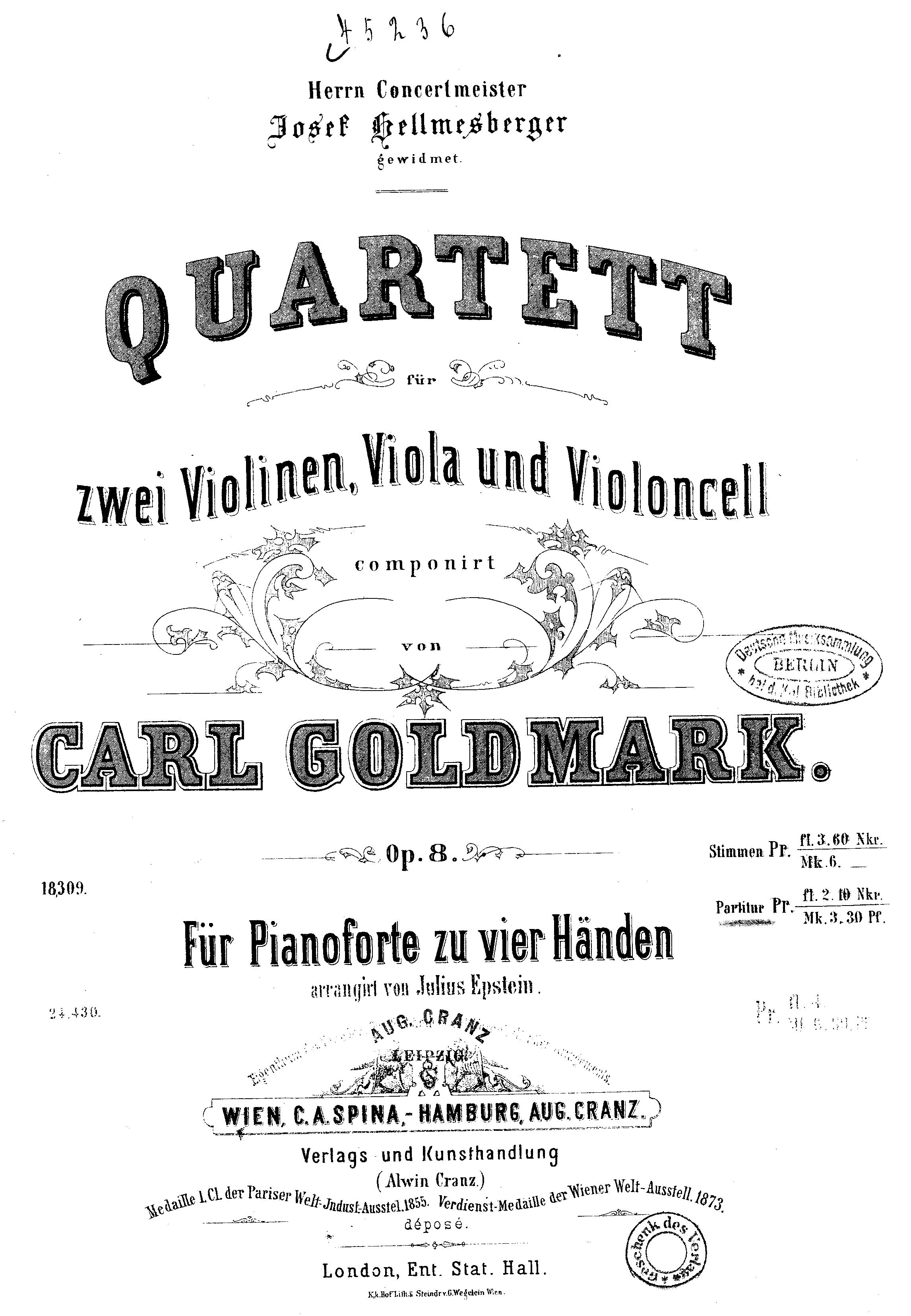
Goldmark vonósnégyesének címlapja

Tavasszal Kottaun jelentősen kibővítette társulatát és kibérelte a győri színház épületét is. Goldmarknak felajánlotta, hogy szerződjön a másik színházhoz, az eddiginél nagyobb fizetéssel, aki elfogadta az ajánlatot, és székhelyét átette a Rába menti városba. A színház zenekara főleg alkalmi műveket játszott (nyitányokat, indulókat, közzenét). Buda felszabadításának hírére nagy hangversenyt adtak a honvédek hozzátartozói javára. Goldmark ekkor ismerkedett meg Schmidt János evangélikus kanonokkal, aki zongorán kísérte játékát a hangversenyen. A kanonok kvartettet akart alapítani: a lánya zongorázott, ő orgonált és nagybőgőzött, a fia pedig hegedült. Úgy gondolta, hogy Goldmark lehetne az együttes negyedik tagja.
Károly gyakori vendég lett a kanonok házában és igen közeli viszonyba került annak Lina nevű lányával. Persze házasságra nem lehetett gondolni, hiszen a szegény zenész nem tudott volna eltartani egy családot, ezért a szülők, bár továbbra is szívesen látták pártfogoltjukat, nem nézték jó szemmel a két fiatal kapcsolatát.
Közben a szabadságharc ügye egyre rosszabbul állt, rövidesen Győr is osztrák kézre került. Goldmark aznap délelőtt sietett felkeresni a Schmidt családot. Miután megbizonyosodott arról, hogy ismerősei jól vannak, indult volna vissza lakására, de útközben belebotlott pár ittas osztrák katonába. Az egyik tiszt gyanakodva mérte végig, és intett társainak, hogy fogják meg és vigyék magukkal. Mikor a részeg katonák észrevették foglyukon a bécsi diákság vörös kokárdáját, letépték azt, majd üvöltözve az arcába vágták, föllökték, puskatussal ütötték, rugdosták és ököllel verték. Szerencsére kis idő múlva arra sétált egy magas rangú riszt, aki kérdőre vonta a katonákat, és Goldmarkot elvezették, hogy rendesen kihallgassák, de végül elengedték.
A megszállás után a színház becsukta kapuit, nem voltak előadások. A zenekar tagjai ennek ellenére tartották a kapcsolatot, és olykor össze is jöttek egy kis közös zenélésre, kártyázásra, sakkozásra. Nem telt bele sok idő, és a vállalkozás csődbe ment, a színházi vezetőség gyorsan összecsomagolt és megszökött a hitelezők elől. Goldmark csak néhány sorban tudott elbúcsúzni Linától.
1849–1850 telén Goldmark már ismét a soproni színház hegedűse volt. Visszaköltözött a fuvaros kamrájába és ismét sokat nélkülözött. Lehetősége nyílt újra egy szólódarabbal a közönség elé lépni: a színház balettmesterének a tiszteletére hangversenyt rendeztek a város kaszinójában, amelyen nagy sikert aratott. Azután a nyáron lehetősége nyílt Budára utazni, Schmidt igazgató budai társulatának zenészeként.

### Egy év Budán
Az 1850-es években Pest és Buda zenei élete az összeomlás szélén állt, és csak lassan tudott magához térni. A zenészek Erkel Ferenc és Mosonyi Mihály köré csoportosultak, legfőbb céljuk az önálló magyar stílus megteremtése volt. A viszonyok azonban nem kedveztek még a tehetségesebb zeneszerzőknek sem. Mosonyi is főúri családok zenetanítójaként töltötte ideje nagy részét.
Schmidt úr színházi vállalkozása is igen szerény eszközökkel dolgozott. A zenekar kicsi volt, mindössze két első hegedűssel, az egyik természetesen maga Goldmark. Mikor társa egy alkalommal megbetegedett, kénytelen volt egyedül végigjátszani A hugenották című Meyerbeer-opera hegedűszólóját. Ezzel a nagy teljesítménnyel felhívta magára a sajtó figyelmét, de ez az anyagi helyzetén semmit sem változtatott. Károly a várban, egy kis földszintes házban bérelt közös lakást egy kollégájával. Keresete kiegészítése érdekében kénytelen volt óbudai kocsmákban mulatós zenészként is működni.
A nehéz körülmények következménye az volt, hogy Schmidt igazgató hamar feladta vállalkozását. Goldmark meg sem kísérelt újabb álláshoz jutni a magyar fővárosban, magányos volt és visszahúzódó, így nem került olyan körökkel kapcsolatba, amelyek tehettek volna érdekében valamit. Minden nélkülözés és nehézség ellenére azonban nem volt teljesen haszontalan a fővárosban eltöltött egy év: fontos operákat ismert meg, Verdi, Rossini, Donizetti, Bellini és Meyerbeer műveit.

### Az első szerzői hangverseny
1851-ben Goldmark már ismét Bécsben volt, a bécsi Józsefvárosi Színház (Josefstädter Theater), majd a Karl Theater zenészeként. Színházi keresete mellett könnyen szert tehetett egy kis plusz jövedelemre is: bálokon, táncos összejöveteleken vállalt fellépéseket, s általában vacsorát is kapott. Emellett tanítványokat is vállalt, de közben voltak időszakok, amikor ismét sokat kellett nélkülöznie. Előfordult, hogy burgonyán élve telelt át, és nyáron sem evett mást, csak sajtot és uborkát. Saját ellátása mellett segítenie kellett öreg szüleit is, főleg miután az apját kitúrták állásából.

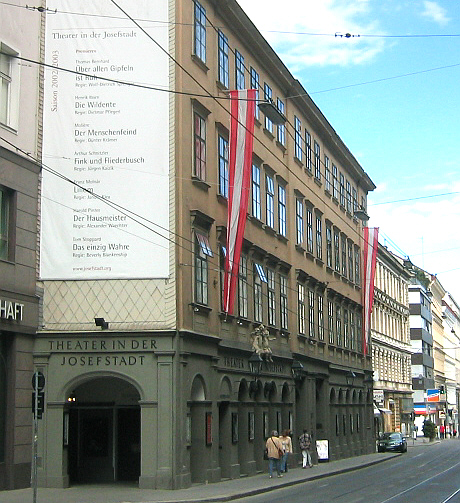
A Józsefvárosi Színház (Theater in der Josefstadt)

Ennek az lett a következménye, hogy egészsége nagyon megromlott: vérének összetétele megváltozott, ettől különféle mirigydaganatokat kapott. Szeme gyakran véresen vörös volt és ájulásos rohamok törtek rá. Egy idő után a lakásától a színházig tartó, eredetileg félórás utat csak kétórás keserves vánszorgással tudta megtenni. Mikor összeesett a nyílt utcán, kórházba vitték. Heteket töltött lábadozással, ezalatt kissé megerősödött, de tudta jól, ha elhagyja a kórházat, ismét a nélkülözés vár rá.
Szerencsére egy jóakarója segített rajta, és beajánlotta a Bettelheim családhoz. Így lett a hétéves Bettelheim Karolina zongoratanára. (Goldmark alig egy esztendeje tanult még csak zongorázni, de már eljutott arra a szintre, hogy leckéket adhasson zongorajátékból.) Munkáját olyan jól végezte, hogy egy év múlva már a kislány kísérte hegedűjátékát egy nyilvános hangversenyen. Goldmark csak ezekben az években, huszonkét évesen mentesülhetett minden anyagi és megélhetési gond alól, a Bettelheim család ugyanis nemcsak szépen megfizette munkáját, de általában vendégül is látta ebédre. Így volt mit ennie, és volt elég pénze arra is, hogy szüleit támogassa.
Volt végre ideje arra is, hogy több időt szenteljen a komponálásnak. Folytathatta félbehagyott zeneelméleti tanulmányait, persze csak autodidakta módon, de ez is elegendőnek bizonyult: egymás után kerültek ki keze alól a kisebb-nagyobb szerzemények. Eközben újra és újra felmerült benne egy szerzői hangverseny lehetősége, zenész kollégái ugyanis megígérték neki, hogy ingyenesen fellépnek bemutatkozó koncertjén. A tervből azonban nem lett semmi: hiába sikerült A katzbachi trombitás című balladájához megfelelő szólóénekest találnia és egy kisebb kórust verbuválnia karművei számára, a zenészek fele az ígéret ellenére, nem jelent meg a hangverseny előtt kitűzött egyetlen próbán. Így az előadást lefújták.
Amikor a Bettelheim család megtudta, hogy mi történt, rögtön a zeneszerző segítségére sietett: nemcsak befolyásukat vetették latba, de anyagilag is támogatták a hangversenyt. Ennek köszönhető, hogy az Udvari Opera zenekara végül elvállalta a felkérést. Így kerülhetett sor 1857. március 12-én Goldmark első szerzői hangversenyére. A közönség jól fogadta az előadott műveket, de a sajtó tudomást sem vett róluk.
A fiatal zeneszerző a koncert után mérleget készített, és megsemmisítette valamennyi művét, amit huszonkét éves kora előtt vetett papírra. Szomorúan kellett konstatálnia, hogy sok nélkülözésben eltelt ifjúsága nem tette lehetővé, hogy alkotói tevékenységét kibontakoztathassa.

### A pesti bemutatkozás

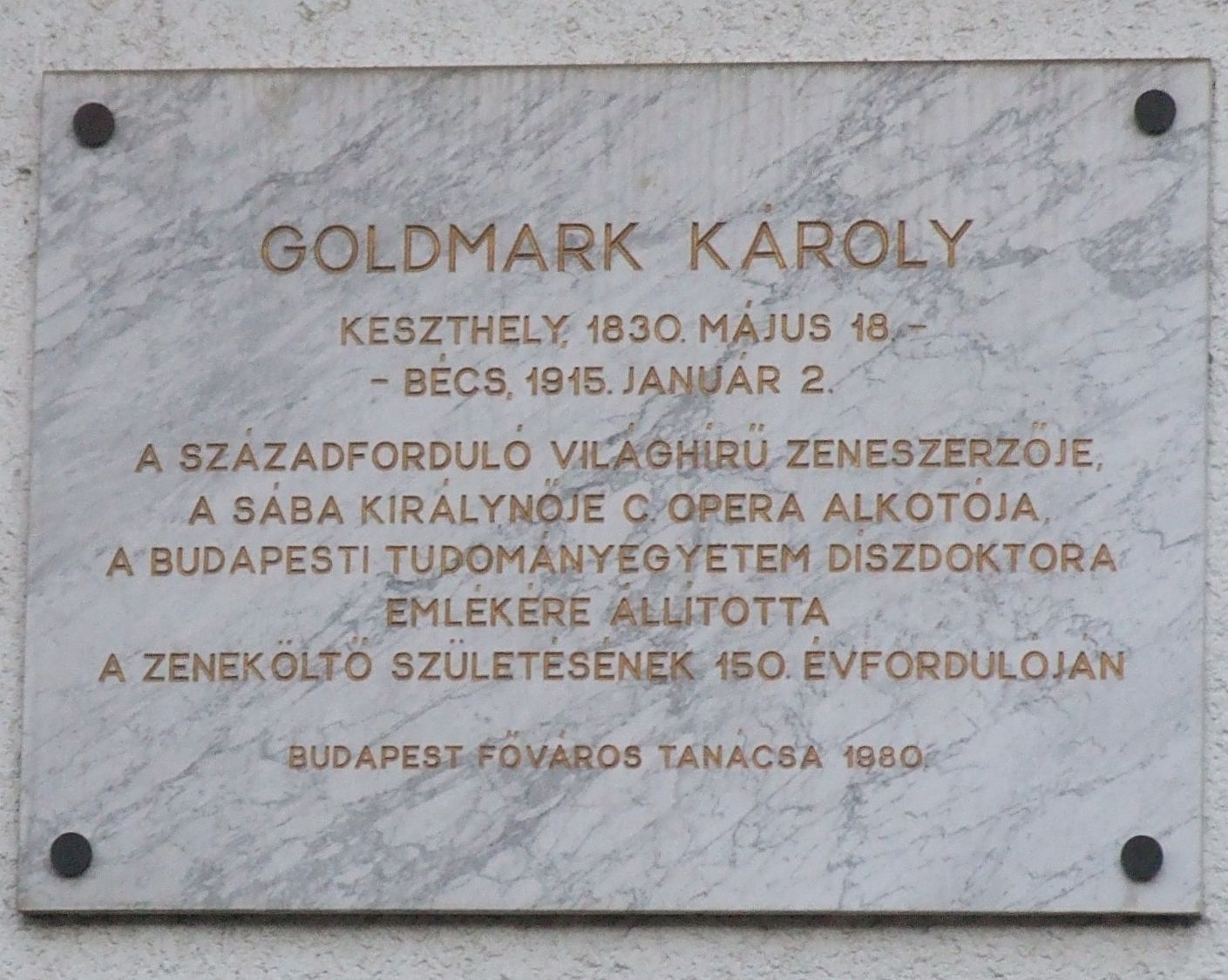
Emléktábla Budapest XII. kerületében, a művészről elnevezett utcában

A hangverseny után Goldmark úgy döntött, hogy még egyszer szerencsét próbál a magyar fővárosban. Barnay Lajosnál vállalt nevelői állást, és több növendékre is sikerült szert tennie. Ismét Budán, a várbeli szerény lakásban talált szállást. Keresete kiegészítése érdekében az óbudai kocsmákba járt zenélni.
Goldmark eközben tovább tanulmányozta a zeneelméletet, és komoly haladást ért el. Bach és Beethoven, majd a romantikus mesterek műveit tanulmányozta. Egyre közelebb jutott önálló zenei nyelvének kialakításához, aminek szép bizonyítéka Sturm und Drang című zongoradarab gyűjteménye és B-dúr zongoratriója. Egy jóakarója révén számos nagy értékű partitúrához jutott hozzá. Mindeközben általános műveltségét is elmélyítette: szépirodalmi és tudományos könyveket olvasott, amikor csak ideje engedte. Alig egy évet töltött Pesten, de máris elérkezettnek látta az időt egy szerzői hangverseny megrendezésére.
A pesti bemutatkozó hangversenyre 1859. április 13-án került sor. Megtakarított pénzéből sikerült kibérelnie az Európa szálló báltermét. Előadták a B-dúr zongoratriót és a c-moll zongoranégyest, illetve kisebb dalokat és zongoradarabokat. A siker nem maradt el, a kritika is kedvezően írt az estéről. A hangverseny – mindent egybevetve – a költségek levonása után szerény bevételt hozott, s a zeneszerző visszautazott Bécsbe.

### Ismét Bécs és egy átütő közönségsiker
Alig tért vissza az osztrák fővárosba, máris az foglalkoztatta, hogy újabb hangversenyt ad műveiből. Megírta B-dúr vonósnégyesét, és elvitte Joseph Hellmesbergerhez  (1828–1893), az ünnepelt vonósnégyes primáriushoz, de nem volt szerencséje: a mesternek több kifogása is támadt a darabbal kapcsolatban. Goldmark ekkor külön tiszteletdíjat ajánlott fel Hellmesbergernek, ha hajlandó eljátszani együttesével a művet újabb szerzői estjén. A hangversenyt ez alkalommal is támogatta anyagilag a Bettelheim család. A vonósnégyes olyan nagy sikert aratott, hogy a Hellmesberger kvartett felvette repertoárdarabjai közé. A sajtó is elismeréssel nyilatkozott a fiatal mesterről, és több korabeli zeneszerző is érdeklődést tanúsított iránta.
Goldmark ekkoriban hallott először Wagnerről, akinek művészete állandó vita témája volt a korabeli bécsi zenei életben. Az antiwagneriánusok Johannes Brahms köré csoportosultak, de Goldmark kiállt Wagner művészete mellett, az Österreichish-Konstitutionelle Zeitung zenetudósítójaként többször is a nagy német operaszerző művészete mellett tette le a voksát. Goldmark az elsők közé tartozott, akik anyagi támogatásukkal részt vettek egy Wagner Társaság létrehozásában. Ennek ellenére az egyesület később megtagadott vele minden közösséget.

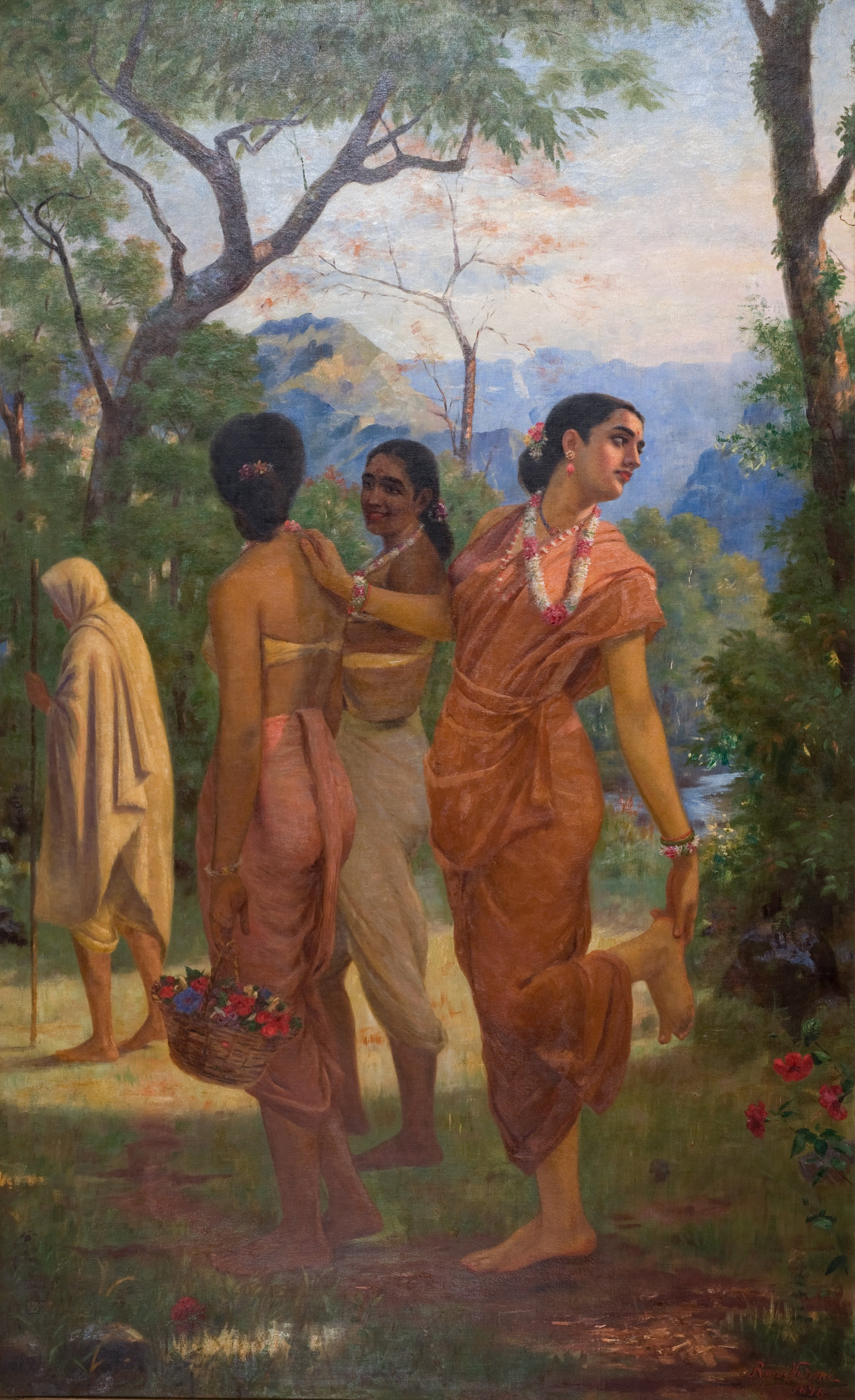
Jelenet a Sakuntala című drámából – Raja Ravi Varma (1848–1906) festménye

Mindeközben a zeneszerző rendszeresen látogatta a város művész-kávéházait is, ahol személyesen is kiállhatott igaza mellett a viták során. Egy kávéházi látogatása alkalmával ismerte meg Ernst Mach fizika- és filozófiaprofesszort, aki felhívta a figyelmét Kalidásza hindu költő Sakuntala című darabjára. A dráma felkeltette Goldmark érdeklődését, de három évnek kellett eltelnie, mire hozzálátott, hogy vázlatot készítsen a hindu téma alapján egy hangversenynyitányhoz.
Anyagi gondjait nagyban enyhítette, hogy 1862-ben szerény ösztöndíjat kapott Bécs városától. Ez lehetővé tette számára, hogy kis időre vidékre utazzon. St. Veitben töltött néhány hónapot, ahol egy alkalommal az az ötlete támadt, hogy átúszik egy hegyi tavat. Már majdnem partot ért, amikor olyan sűrű vízi növényzet állta útját, ami visszafordulásra késztette. Közel másfél órát töltött a hűvös időben a hideg vízben, s csúnyán megbetegedett. Lábadozása alatt kezdte írni az E-dúr zongora–hegedű szvitjét, amely később az egyik legjobb darabjának bizonyult.
Miután üdülése után visszatért az osztrák fővárosba, az Eintracht énekkar a karmesterévé választotta. Ezután Goldmark hozzálátott, hogy papírra vesse régi tervét, a Sakuntala hangversenynyitányt. A darabot 1865-ben a Bécsi Filharmonikusok mutatták be óriási sikerrel. A nyitány hamarosan egész Európában ismertté tette szerzője nevét, meghozva Goldmarknak a régen áhított átütő közönségsikert.

### Sába királynője
Egy alkalommal Bettelheim asszony elmesélte Goldmarknak, hogy előző este az operában voltak Karolinnal. Az előadás szünetében benyitottak a társalgóba, ahol Schober főrendező szeme megakadt a fiatal Karolinon. Végigmérte a kisasszonyt, majd megállapította, hogy pont úgy néz ki, mint Sába királynője, egy francia festő képén.
Goldmark érdeklődésére az asszonyt elmesélte Sába királynője és Salamon király találkozását. A zeneszerző érdeklődését felkeltette a téma. Már régóta akart operát írni, és most végre megvolt a történet. Az akadályt a megfelelő szövegkönyvíró megtalálása okozta, s emiatt a Sába királynője hosszú éveken át csak terv maradt.
Egy nap véletlenül összefutott Salomon Hermann  Mosenthallal (1821–1877), az akkor már híres íróval és színpadi szerzővel, aki operaírási szándékáról érdeklődött. Goldmark elmondta, hogy már évek óta foglalkoztatja a dolog, a témája is megvan már hosszú ideje, csak éppen megfelelő szövegkönyvírót nem talált. Elbeszélte Sába királynőjének a történetét, és megkérdezte, nem lenne-e kedve a szövegkönyv megírásához. Mosenthal elvállalta a feladatot.

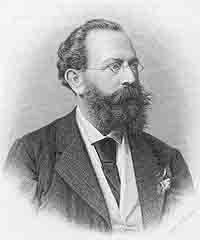
Salomon Hermann Mosenthal, az operaszövegkönyv-író

Az első két felvonás szövege gyorsan elkészült, és Goldmark azonnal hozzá is fogott a megzenésítéséhez, de ezután Mosenthal elakadt. Goldmark egyre elégedetlenebb volt, végül nagy nehezen, sok vita után a zeneszerző irányítása alatt elkészült a további három felvonás szövege, és az eredetileg ötfelvonásosnak tervezett művet három felvonássá rövidítették le. Goldmark tovább folytatta a komponálást, egészen addig, amíg vissza nem tért a tengerentúlról a bátyja. Goldmark testvére segítségére sietett, akit még a ’48–49-es eseményekben betöltött szerepe miatt marasztaltak el a császári udvarban. Mindenáron el akarta érni bátyja rehabilitálását, ennek érdekében végigkövette annak perét. Ez túl sok idejét elvette, így a zeneszerzéssel nem tudott foglalkozni. A Sába királynője végül öt év alatt készült el 1867–1872 között, és még két évet kellett várni az ősbemutatóig.
Goldmark az első két felvonást már korábban eljuttatta Desoff operai karmesternek, majd 1872-ben a teljes művet benyújtotta a Bécsi Udvari Operaházhoz. Az opera vezetőségének tetszését és támogatását azonban nem nyerte el a darab. Hosszú hónapokat várt az operaigazgató válaszára, de az nem érkezett meg.
Amikor az opera jótékonysági hangversenyt tervezett, Johann Herbeck operaigazgató azt javasolta a rendezőségnek, hogy a Sába királynője egy számát, a bevonulási indulót is vegyék fel a hangverseny műsorára. Goldmark ellenezte a tervet, hiszen a rendezvény egyik szervezője és előadója Liszt Ferenc volt, és joggal tarthatott tőle, hogy a híres zongoraművész és zeneszerző szereplése háttérbe fogja szorítani az ő ötletszerűen kiragadott operarészletét. Márpedig ha a közönség kedvezőtlenül fogadja, akkor nagy a valószínűsége annak, hogy a darab örökre az operaház irattárának a mélyére kerül. Az operaház vezető karmestere viszont támogatta az ötletet és a zeneszerzőt is igyekezett meggyőzni, aki végül beleegyezését adta. A bevonulási induló szokatlanul nagy tetszést váltott ki a hangversenyen, Liszt is elismerően nyilatkozott és gratulált neki.
Az opera vezetősége azonban továbbra is elutasító volt, ami a teljes darab bemutatását illette. Liszt Goldmark pártjára állt, és megemlítette a dolgot Hohenlohe herceg főudvarmesternek, aki végső soron az Udvari Opera ügyeinek az ellenőrzője volt. Hohenlohe ismerte Goldmark zenéjét, és rövidesen javasolta az opera igazgatóságának, hogy minél előbb tűzzék műsorra a Sába királynőjét. Az igazgató azonban változatlanul ellenkezett, és egy hirtelen ötlettől vezéreltetve inkább Hermann Goetz (1840–1876) Makrancos Katáját adatta elő, ami csúfosan megbukott. A bukást ellensúlyozni kellett, és mivel más előadható mű éppen nem volt kéznél, Herbeck igazgató engedett, és műsorra tűzette a Sába királynőjét, de nem változtatott ellenséges magatartásán, és nem kívánt sokat áldozni a darabra. A bemutató végül a sok bonyodalom és viszontagság után 1875. március 10-én zajlott le, óriási sikerrel.
A közönség lelkesedett, de a kritikák egy része elmarasztaló volt. Hanslick gúnyos beszámolót írt az operáról, és Johannes Brahms is negatív kritikájának adott hangot. A kritikusok elmarasztalása azonban mit sem ártott a mű sikerének. A budapesti bemutató a premier után egy év és egy hét múltán zajlott le, szintén zajos sikerrel. A Sába királynője 1877-ben Hamburgban, 1878-ban Prágában német, majd 1886-ban cseh nyelven szólalt meg. A következő évben került sor a berlini és a torinói bemutatóra. Ezután a darab a világ számos országának operaszínpadán szép sikerrel szerepelt: 1880 Szentpétervár (olaszul), 1885 New York (a Metropolitanben, angolul), 1887 Madrid (olaszul), 1891 Varsó (lengyelül), 1897 Zürich, 1899 Buenos Aires, 1910 London (angolul), csak hogy a zeneszerző életében lezajlott bemutatókat soroljuk. Ezzel az operával Goldmark végre tényleg széles körben elismert, világhírű zeneszerző lett.

### További operák
A Sába királynője sikerének köszönhetően végre teljesen megszűntek a zeneszerző anyagi gondjai, nem kellett többé nélkülöznie, és bátran hódolhatott természetszeretetének is. Gmundenben vett magának nyaralót, és ettől kezdve vidéken töltötte idejének legnagyobb részét. Egészen tavasztól késő őszig Gmundenben tartózkodott, majd a legnagyobb igénytelenség mellett telelt ki bécsi albérletében.
Egy alkalommal Márta asszony, a hatvanas évekbeli kis, kétszobás bécsi lakásának házvezetőnője jelentkezett nála, s magával hozta tizennégy éves lányát is, aki a zeneszerző gyermeke volt. Amikor az asszony teherbe esett a fiatal művésztől, csendben továbbállt, mert nem akart még több gondot okozni szegény szeretőjének. Mikor értesült a Sába királynője nagy sikerérről, úgy döntött, megkeresi egykori szerelmét és bemutatja neki a lányát. Goldmark megörült addig nem ismert gyermekének, ezáltal új értelmet kapott az élete.

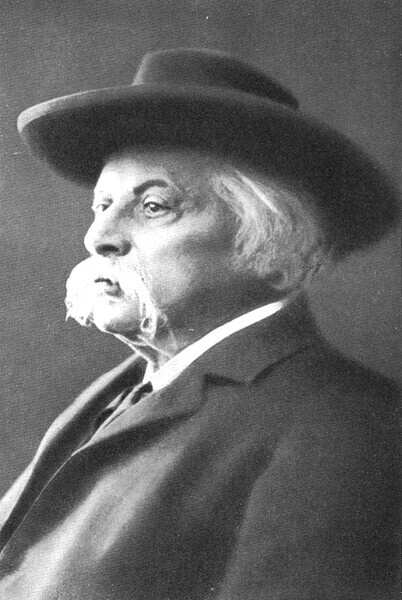
Az idős Goldmark

Nagy lelkesedéssel látott hozzá apai kötelességei teljesítéséhez: félretette leánya számára jövedelme nagy részét, nevére íratta a gyereket, aki ettől kezdve a hosszabb iskolai szüneteket mindig apjával töltötte. Később Szilágyi Dezső belügyminiszter a mester egyik nagy sikerű pesti szereplése után törvényesítette a gyermeket.
Első operája után Goldmark alkotóereje korántsem enyészett el, de kétségtelen, hogy a Sába királynője sikerét nem tudta megismételni. A darab bemutatói alkalmat adtak a zeneszerzőnek az utazásra. 1879–1881 között Olaszországba látogatott, majd 1882-től kezdett dolgozni második operáján. Az új mű, a Merlin bemutatójáért immár számos rangos színház versengett, de a szerző hű maradt a császárvároshoz, így ennek a bemutatója is Bécsben zajlott le 1886. november 19-én. A darab szép sikert aratott, de korántsem akkorát, mint a Sába királynője. Közben több zenekari mű is kikerült Goldmark keze alól: 1875-ben a Falusi lakodalom című szimfónia, 1877-ben az a-moll hegedűverseny, 1887-ben pedig a II. szimfónia és a Tavasszal hangversenynyitány. Emellett számos dalt és kórusművet is komponált.
1896-ban bemutatták harmadik operáját is, A házi tücsök címmel, ezt követte két évvel később a A hadifogoly, majd 1902-ben a Götz von Berlichingen. Ez utóbbi az egyetlen színpadi műve, amelyet a budapesti Operaházban vittek színre először. Goldmark nagy lelkesedéssel saját maga vezette a próbákat, de a várt siker elmaradt. A bécsi opera valószínűleg nem várt nagyobb sikert a műtől, ezért nem vállalta az ősbemutatót. Két évvel később az Itália című hangversenynyitánya aratott nagy sikert.
Goldmark ekkoriban gyakran tartózkodott az Adriai-tenger partján, baráti társasága körében, ami rendkívül jó hatást gyakorolt rá. Közben dolgozott utolsó operáján, a Téli regén, amelynek ősbemutatójára végül 1907-ben került sor. Az öreg mester a főpróbán és a premieren is megjelent. A Sába királynője után a Téli regével aratta a szerző második legnagyobb közönségsikerét.

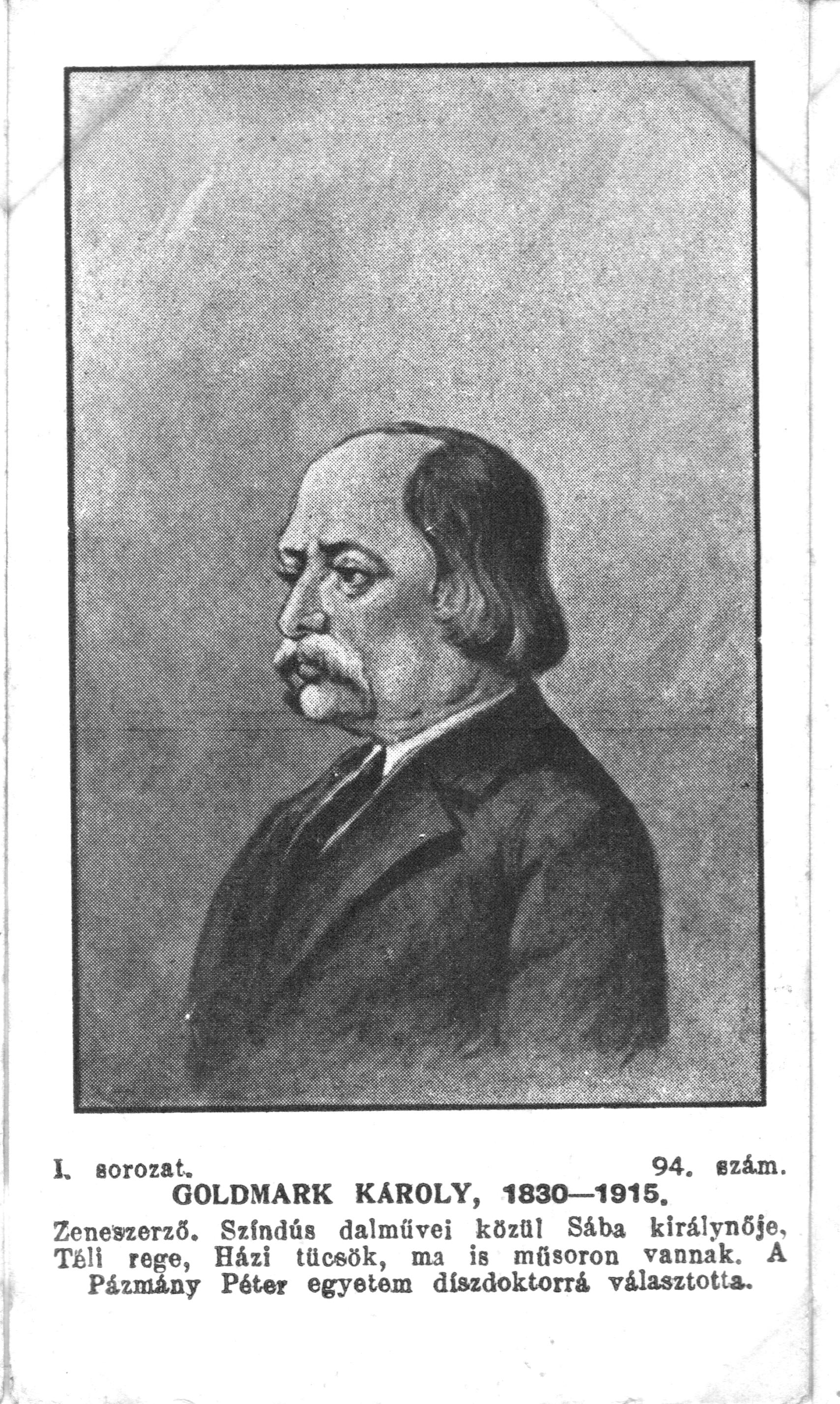
Goldmark Károly pesti kártyasorozaton

### Az utolsó évek
Utolsó operájának bemutatása után az idős Goldmark alkotói kedve kezdett alábbhagyni. Életének hátralevő éveit csendes visszavonultságban töltötte. Általában Gmundenben és Bécsben tartózkodott, olykor-olykor elutazott Budapestre, az Adriára, esetleg egy festői kis alpesi településre. Lánya közben férjhez ment és gyermekei is születtek. Az idős mester őket is gyakran felkereste, örömét lelte bennük.
Nyolcvanadik születésnapja alkalmával itthon és külföldön is nagy ünnepségsorozatot rendeztek a tiszteletére. Kiemelkedő műveit díszelőadásokon adták elő, a budapesti egyetem díszdoktorává avatta, Keszthelyen emléktáblával jelölték meg szülőházát.
1914-ben kitört a háború, és a mester nagy érdeklődéssel figyelte a hadi eseményeket. Sorra látogatta magas rangú katona ismerőseit, hogy megvitassa velük a hadi helyzetet. Türelmetlenül várta a háborús híreket, és büszke volt unokájára, aki önkéntesnek jelentkezett a háborúba. Csodálatos módon az alkotói ereje is új erőre kapott. Egy zongoranégyes komponálásába kezdett, amiből végül zongoraötös lett.
1915 elején hírét vette unokája elestének. Ezután ágynak dőlt, szívgyengeség jelei mutatkoztak nála, de nem kért orvosi segítséget. Végül január másodikán elhunyt.

## Munkássága

### Stílusa
Stílus és forma tekintetében Goldmark zenéje szerencsés és egyéni ötvözete mindannak, amit a romantikus zene előtte és működése idején megteremtett. A pátosz és a forró lírai hangvétel, valamint a konvenciókhoz való kötődés és a kísérletező kedv kontrasztja jellemzi (a kor meghatározó bécsi zenekritikusa, Eduard Hanslick kritikájában „disszonanciakirálynak” nevezte). Műveiben érződik kitűnő zenei humora, hangszínező fantáziája és gazdag dallaminvenciója. Kései műveit erősen nosztalgikus hangvétel hatja át.
Számos magyaros jellegű művet írt, ezek azonban nem tartoznak a legsikeresebb darabjai közé. Egyes kamaraműveibe és zongoradarabjaiba verbunkos motívumokat épített be, amelyek megkapó erővel hatnak. Vonzódott a programzenéhez is, és az irodalmi ihletésű műveit leszámítva gyakran adott címet saját alkotásainak is.

### Operái
Goldmark nem írt túl sok zenedarabot, de életműve szinte valamennyi zenei műfajra kiterjedt. Egész munkásságán azonban az opera, a drámai zene vonala húzódik végig, ezért ma elsősorban mint operaszerzőre emlékeznek rá, noha operái közül ma már csak a Merlint és a Sába királynőjét szokták elővenni, ezeket is elsősorban német nyelvterületeken. Az operák jelzik szerzőjük pályájának fordulópontjait és főbb állomásait. A darabokat olykor tíz, néha csak néhány év választja el, és szinte mindegyik az opera műfajának más-más válfajához tartozik. A Sába királynője nagyopera, a Merlin zenedráma, A házi tücsök meseopera, a Téli rege lírai dalmű nevezhetőek a legsikeresebb darabjainak.
Goldmark operazenéje félúton áll a meyerbeeri nagyopera, az olasz romantikus dalmű és a wagneri zenedráma között. Mindegyikből azt tartotta meg, ami egyéni hangjának és elképzeléseinek a leginkább megfelelt: a nagyoperából a színes, mozgalmas elemeket, a balettet, az olaszok stílusából a szenvedélyes pátoszt, a wagneri zenedrámából pedig azokat a kompozíciós, harmóniai és formai újításokat vette át, amelyek összeegyeztethetőek az előbbi kettővel.
Tény, hogy operái nem érik el Verdi vagy Bizet darabjainak színvonalát, de a második vonalbeli szerzők közül az egyik legjelentősebb. Erős egyénisége megóvta attól, hogy epigonná váljék, és attól is, hogy járatlan utakra tévedjen az opera világában.

### Szimfonikus művei és kamarazenéje
Szimfonikus műveiben is elsősorban a színpadi beállítottság, a drámai kifejezőkészség uralkodik. A goldmarki szimfonikus életmű szinte teljes egésze dramatikus programzene. A Berlioz–Liszt-féle programszimfóniát és szimfonikus költeményt vitte tovább. Két szimfóniája közül az első már címével (A falusi lakodalom) és tételeinek elnevezésével is egy kész programot ad. Hangversenynyitányai lényegében szimfonikus költemények. Nagy zenekari műveit romantikus tartalom és többé-kevésbé klasszikusan kötött forma jellemzi. Általában jellemző volt Goldmarkra a tragikus, patetikus témaválasztás és a színes és virtuóz hangszerelés. A Hungaroton jóvoltából nagyzenekari műveinek többsége hozzáférhető CD kiadás formájában.
Az operák és a szimfonikus művek mellett a kamarazenei darabok adják a zeneszerző pályájának kezdő és záró szakaszát. Első fennmaradt művei mind kamaradarabok, utolsó befejezett alkotása egy zongoraötös. Összesen tíz mű tartozik ide, egész életművének mintegy hatodrésze.
Összefoglalva elmondható, hogy Goldmark zenéjére elsősorban a német romantika (főleg Wagner és Mendelssohn művészete), valamint a korabeli francia zeneszerzők (elsősorban Berlioz) gyakoroltak hatást. Operáira a legjelentősebben a francia nagyoperai hagyományok és a wagneri zenedráma nyomta rá a bélyegét.

## Műveinek listája

### Operái
- Sába királynője
- Merlin
- A házi tücsök
- A hadifogoly
- Götz von Berlichingen
- Téli rege[19]

### Szimfonikus, nagyzenekari művei
- Sakuntala, hangversenynyitány op. 13
- e-moll zenekari scherzo op. 19.
- Falusi lakodalom, szimfónia op. 26.
- a-moll hegedűverseny op. 28.
- Penthesilea, hangversenynyitány op. 31.
- II. szimfónia op. 35.
- Tavasszal, hangversenynyitány op. 36.
- A leláncolt Prométheusz, nyitány op. 38.
- Sappho, nyitány op. 44.
- A-dúr zenekari scherzo op. 45
- Zrínyi, szimfonikus költemény op. 47
- Itáliában, hangversenynyitány op. 49.
- Ifjú napjaimból, hangversenynyitány op. 53.

### Kamarazenei darabok
- e-moll zongoranégyes op. 3.
- B-dúr zongoratrió op. 4.
- B-dúr vonósnégyes op. 8.
- a-moll vonósötös op. 9.
- I. szvit hegedűre és zongorára op. 11.
- D-dúr hegedű-zongora szonáta op. 25.
- B-dúr zongoraötös op. 30.
- e-moll zongoratrió op. 33.
- F-dúr gordonka-zongora szonáta op. 39.
- II. szvit hegedűre és zongorára op. 43.
- Románc hegedűre és zongorára op. 51.
- Desz-dúr zongoraötös op. 54.

### Zongoradarabjai
- Strum und Drang (kilenc zongoradarab) o. 5.
- Három darab (négy kézre) op.12.
- Táncok zongorára op. 22.
- Két novellette, prelúdium és fúga op. 29.
- Georginák (helyesen: Dáliák) op. 53.
- Magyar ábránd
- Jellem darabok

### Dalok zongorakísérettel, kórusművek
- Két férfikar (Egy szegény ember, Zúg az erdő) op. 14.
- A tavasz varázsa (férfikarra) op. 15.
- Szélcsend és szerencsés hajózás (férfikarra) op. 16.
- Két férfikar (Szerenád, A pásztor) op. Op. 17.
- Tizenkét dal zongorakísérettel op. 18.
- Felidézés (dal zongorakísérettel) op. 20.
- Négy dal zongorakísérettel op. 21.
- Tavaszi himnusz (alt szólóra, vegyes karra és zenekarra) op. 23.
- Hét dal a Vad vadász ciklusból (énekhangra és zongorára) op. 32.
- Négy dal zongorakísérettel op. 34.
- Nyolc dal zongorakísérettel op. 37.
- CXIII. zsoltár (vegyes karra és zenekarra) op. 40.
- Négy férfikar op. 41.
- Három vegyeskar op. 42.
- Hat dal zongorakísérettel (részben más műveiből átvéve) op. 46.
- Esődal (vegyeskarra).[20]

## Külső hivatkozások
- A Magyar életrajzi lexikon szócikke Goldmark Károlyról
- Bálint Aladár: Goldmark Károly
- Mezey Zsigmond: Goldmark Károly emlékiratai